# Molnaszecsőd
Molnaszecsőd è un comune dell'Ungheria di 415 abitanti (dati 2001). È situato nella contea di Vas.